# Гурду-Лесер GL-21
Гурду-Лесер GL-21 (фр. Gourdou-Leseurre GL-21) је ловачки авион направљен у Француској. Авион је први пут полетео 1919. године. 

Направљен је један прототип који је кориштен за разна испитивања.
Највећа брзина у хоризонталном лету је износила 245 km/h. Размах крила је био 9,40 метара а дужина 6,43 метара.

## Наоружање
| Наоружање авиона: Гурду-Лесер  |     |
| Ватрено (стрељачко) наоружање  |     |
| Топ                            |     |
| Митраљез                       |     |
| Број и ознака митраљеза        | 2   |
| Калибар                        | 7,7 |
| Бомбардерско наоружање (бомбе) |     |
| Ракетно наоружање (ракете)     |     |